# Le Procureur Hallers
Pour plus de détails, voir Fiche technique et Distribution.
Le Procureur Hallers est un film français réalisé par Robert Wiene, sorti en 1930. Il s'agit de la version française du film Der Andere.

## Fiche technique
- Titre : Le Procureur Hallers
- Réalisation : Robert Wiene
- Scénario : Johannes Brandt et Robert Wiene d'après le livre de Paul Lindau
- Dialogue : Jean Guitton
- Photographie : Nicolas Farkas
- Pays d'origine : France
- Format : Noir et blanc - Mono
- Genre : drame
- Durée : 95 minutes
- Date de sortie : 1930

## Distribution
- Jean-Max : Le procureur Hallers
- Colette Darfeuil : Marion
- Suzanne Delmas : Emma
- Florelle : Agnès
- Georges Colin : Miniatur
- Henry Krauss : Le psychiatre Köhler
- Charles Barrois : Le commissaire
- Bill-Bocketts : Fil de Fer